# Размяна на население между Гърция и Турция
Размяната на население между Гърция и Турция е принудителна между Гърция и Турция и е резултат на поражението на Гърция в гръцко-турската война (1919 – 1922), завършила с малоазийска катастрофа и сключването на мирен договор в Лозана. Размяната засяга и България, още повече, че Лозанския договор установява границата между България и Турция, въпреки че царството не е страна по този договор.
Споразумението е изготвено на 1 май 1923 г. в съответствие с подписаните на 30 януари 1923 г. конвенция и протокол между Гърция и турското Велико народно събрание. Обменът на население засяга около 2 милиона души и има задължителен характер, особено по отношение на гръцкото или православно население от Мала Азия и Източна Тракия. Основната цел на обмена е хомогенизиране на религиозния състав на населението в изгубените гръцки територии по Севърския договор и цели предотвратяването на бъдещ сепаратизъм от страна на потенциални етнически и религиозни малцинства.
Гърция се възползва от обмена най-вече с цел да промени и подмени етническия и религиозен облик на Северна Гърция (и в частност на Македония и Епир), въпреки че многобройните гръцки бежанци от Смирна се насочват към Атина. Гърция използва споразумението най-вече да промени демографския облик на Солун.
Константинопол, Имброс и Тенедос от турска страна и Западна Тракия от гръцка страна са изключени от обхвата на споразумението.